# L'Anse-au-Loup
L'Anse-au-Loup är en ort i Kanada.   Den ligger i provinsen Newfoundland och Labrador, i den östra delen av landet, 1 500 km öster om huvudstaden Ottawa. L'Anse-au-Loup ligger 29 meter över havet och antalet invånare är 593.
Terrängen runt L'Anse-au-Loup är platt söderut, men åt nordväst är den kuperad. Havet är nära L'Anse-au-Loup åt sydost. Trakten är glest befolkad. L'Anse-au-Loup är det största samhället i trakten. 